# Asura umbrosa
Asura umbrosa là một loài bướm đêm thuộc phân họ Arctiinae, họ Erebidae.